# Clavelina detorta
Clavelina detorta är en sjöpungsart som först beskrevs av Sluiter 1904.  Clavelina detorta ingår i släktet Clavelina och familjen klungsjöpungar. Inga underarter finns listade i Catalogue of Life.